# Вік Ріплі
Вік Ріплі (англ. Vic Ripley, 30 травня 1906, Рідо-Лейкс, Онтаріо — 26 березня 1962, Лас-Вегас Веллі) — канадський хокеїст, що грав на позиції крайнього нападника.

## Життєпис
На юнацькому рівні виступав за «Калгарі Канадієнз», у складі якого тричі брав участь у Меморіальному кубку, але жодного разу не виграва цей турнір. На професіональному рівні дебютував у сезоні 1926/27 років у складі «Міннеаполіс Майллерс». Йому довелося почекати до сезону 1928/29 років, щоб потрапити до НХЛ. «Міннеаполіс Майллерс» зажадали від «Чикаго Блекгокс» солідної фінансової компенсації за перехід гравця.
У складі «Яструбів» у тріо з Машем Марчем та Артом Соммерсом вийшли до фіналу Кубку Стенлі 1931 року. У ньому команда поступилася «Монреаль Канадієнс». У складі команди з Іллінойсу виступав протягом п'яти сезонів, допоки в сезоні 1932-1933 років не перейшов до «Бостон Брюїнс». Проте вже по ходу сезону його було продано до «Нью-Йорк Рейнджерс», в обмін на майбутнього члена хокейної Зали слави Альберта Сіберта.
Сезон 1934-1935 років став для Вікі останнім у НХЛ. Він завершив кар'єру на найвищому рівні в «Сент-Луїс Іглс». Після цього виступав за декілька маловідомих команд, допоки в 1941 році не завершив кар'єру. У сезоні 1943/44 років відновив ігрову кар'єру.
По завершенні кар'єри хокеїста професійно займався гольфом, у клубі «Десерт Інн Кантрі Клаб» (Лас-Вегас). 26 березня 1962 року помер від серцевого нападу.

## Статистика виступів
| 1922-1923    | «Калгарі Канадієнс»   | CCJHL              | 13  | 15 | 8  | 23 | —   | —  | —  | — | —  | —  |
| 1922-1923    | «Калгарі Канадієнс»   | Меморіальний кубок | —   | —  | —  | —  | —   | 4  | 3  | 0 | 3  | 4  |
| 1923-1924    | «Калгарі Канадієнс»   | CCJHL              | —   | —  | —  | —  | —   | —  | —  | — | —  | —  |
| 1923-1924    | «Калгарі Канадієнс»   | Меморіальний кубок | —   | —  | —  | —  | —   | 7  | 10 | 9 | 19 | 6  |
| 1924-1925    | «Калгарі Канадієнс»   | CCJHL              |     |    |    |    |     |    |    |   |    |    |
| 1924-1925    | «Калгарі Канадієнс»   | Меморіальний кубок | —   | —  | —  | —  | —   | 2  | 4  | 0 | 4  | 2  |
| 1925-1926    | Міннеаполіс Міллерс   | LCH                | 35  | 6  | 2  | 8  | 16  | 3  | 1  | 0 | 1  | 2  |
| 1926-1927    | Міннеаполіс Міллерс   | AHA                | 34  | 7  | 1  | 8  | 30  | 6  | 0  | 0 | 0  | 2  |
| 1927-1928    | Кітченер Мілліонейрес | CPHL               | 39  | 26 | 14 | 40 | 69  | 5  | 1  | 1 | 2  | 12 |
| 1928-1929    | Чикаго Блекгокс       | НХЛ                | 39  | 11 | 2  | 13 | 31  |    |    |   |    |    |
| 1929-1930    | Чикаго Блекгокс       | НХЛ                | 38  | 8  | 8  | 16 | 33  | 2  | 0  | 0 | 0  | 2  |
| 1930-1931    | Чикаго Блекгокс       | НХЛ                | 39  | 8  | 4  | 12 | 9   | 9  | 2  | 1 | 3  | 4  |
| 1931-1932    | Чикаго Блекгокс       | НХЛ                | 46  | 12 | 6  | 18 | 47  | 2  | 0  | 0 | 0  | 0  |
| 1932-1933    | Чикаго Блекгокс       | LNH                | 15  | 2  | 4  | 6  | 6   |    |    |   |    |    |
| 1932-1933    | Бостон Брюїнс         | НХЛ                | 23  | 2  | 5  | 7  | 21  | 5  | 1  | 0 | 1  | 0  |
| 1933-1934    | Бостон Брюїнс         | НХЛ                | 13  | 2  | 1  | 3  | 6   |    |    |   |    |    |
| 1933-1934    | Нью-Йорк Рейнджерс    | НХЛ                | 35  | 5  | 12 | 17 | 10  | 2  | 1  | 0 | 1  | 4  |
| 1934-1935    | Нью-Йорк Рейнджерс    | НХЛ                | 4   | 0  | 2  | 2  | 2   |    |    |   |    |    |
| 1934-1935    | Сент-Луїс Іглс        | НХЛ                | 31  | 1  | 3  | 4  | 8   |    |    |   |    |    |
| 1935-1936    | Клівленд Беронс       | LIH                | 48  | 14 | 32 | 46 | 51  | 2  | 0  | 0 | 0  | 0  |
| 1936-1937    | Клівленд Фелконс      | АХЛ                | 13  | 0  | 2  | 2  | 6   |    |    |   |    |    |
| 1936-1937    | Нью-Іглз Хевен        | АХЛ                | 13  | 0  | 1  | 1  | 4   |    |    |   |    |    |
| 1937-1938    | Спокан Кліпперс       | PCHL               | 42  | 19 | 16 | 35 | 19  |    |    |   |    |    |
| 1938-1939    | Спокан Кліпперс       | PCHL               | 44  | 20 | 22 | 42 | 22  |    |    |   |    |    |
| 1939-1940    | Сіетл Сігоукс         | PCHL               | 36  | 11 | 15 | 26 | 24  |    |    |   |    |    |
| 1940-1941    | Портленд Букарус      | PCHL               | 47  | 11 | 20 | 31 | 37  |    |    |   |    |    |
| 1943-1944    | Портленд Ойлерс       | NNDHL              | 15  | 13 | 8  | 21 | 10  | 4  | 1  | 1 | 2  | 4  |
| Усього в НХЛ | Усього в НХЛ          | Усього в НХЛ       | 283 | 51 | 47 | 98 | 173 | 20 | 4  | 1 | 5  | 10 |